# Réserve naturelle régionale du vallon de la Petite Becque

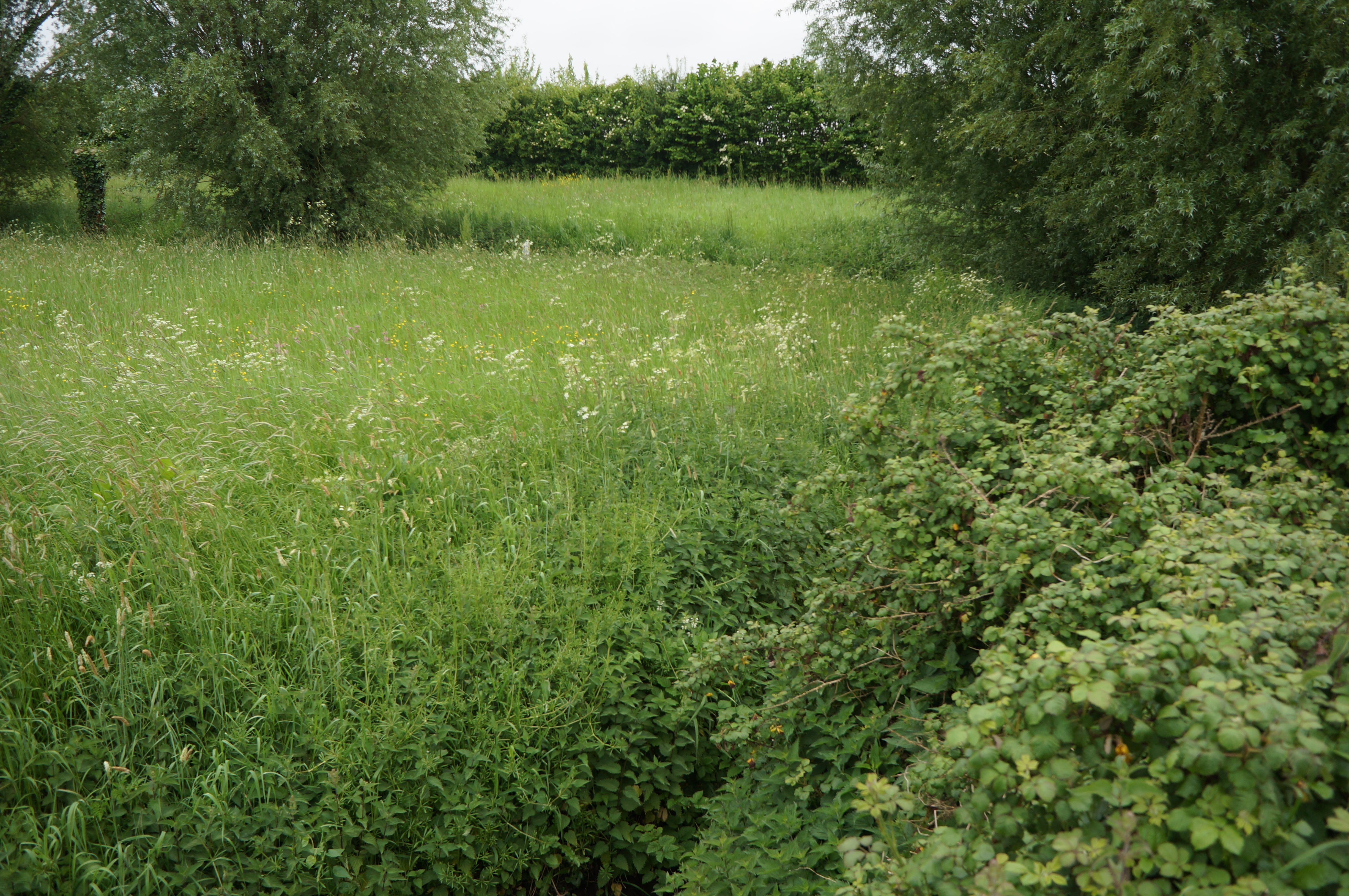
Vallei van de Kleine Beek

Het Réserve naturelle régionale du vallon de la Petite Becque (of: Vallei van de Kleine Beeke) is een natuurreservaat in het Franse Noorderdepartement, tussen de dorpen Bambeke en Herzele.
Het gebied werd in 2010 geklasseerd als Réserve naturelle régionale. Het omvat moerasgebied en vochtige weilanden. Het ligt in het dal van de Kleine Beeke (Petite Becque) ten noordoosten van de kom van Herzele. Het beekje mondt ten zuiden van Bambeke uit in de IJzer.
Dit 1 ha grote gebied moet de aanzet vormen voor een ecologische verbindingszone. Het omvat vochtige weilanden in een beekdal dat afvoert in noordelijke richting naar de IJzer.
Omdat het gebied erg vochtig was viel het niet ten offer aan de intensieve landbouw. Nu worden de weiden beheerd als hooiland en voor extensieve beweiding. Veel planten- en diersoorten hebben hier een plaats gevonden waar ze gevrijwaard zijn van overbemesting en landbouwgif. Vooral in de jaren '60 en '70 van de 20e eeuw werd veel struikgewas in het gebied gekapt en ontstonden grote open landbouwvlakten, waardoor dit kleine gebied een refugium werd.

## Flora en fauna
In het gebied komen 111 plantensoorten voor. Naast knotwilgen vindt men vooral kruiden van moerassen en vochtige bodems zoals kleine valeriaan, bosbies, dotterbloem, rietorchis, echte koekoeksbloem.
Ook is er een rijke avifauna. In de watertjes vindt men stekelbaarzen. Tot de opvallende insecten behoren het zuidelijk spitskopje, de krasser, het lantaarntje, de azuurwaterjuffer, en de gewone oeverlibel.